# Списък на скитските крале
Списък на скитските владетели и крале
Вероятно управлението се предава от бащата на най-малкия син (Ultimogenitur).
- Грюндерхерос Таргитай, син на Зевс и една речна нимфа на речния бог Бористéнēс (митичен)
- Липоксай, Арпоксай и Колаксай, синове на Лейпоксай или Таргитай, родоначалници на скитски племена (митични)
- Ішпакай (679 – 674/3 пр.н.е.) по време на управлението на Асархадон, царът на Асирия (680 – 669 пр.н.е.)
- Партатуа (~673 – 654, 645 пр.н.е.), по време на управлението на Асархадон
- Мадий, ок. 616 пр.н.е., син на Партатуа
- Идантхйрос/Скйтхарб, ок. 514 пр.н.е.
- Ариант, прави преброяване на населението
- Савлийс, 6 век пр.н.е.
- Ариапейт, 6 век пр.н.е.
- Есквилес, негов син
- Ариапиф
- Спаргапейт Спаргапиф от племето Агатирси
- Лик, син на Спаргапиф
- Гнур, 7 – 6 век пр.н.е., син на Спаргапиф
- Савлий, син на Гнур
- Иданфирс, син на Савлий
- Скил (пр. 424 пр.н.е.), син на Ариапейт и една гъркиня от Истрос. Свален, понеже е против старите традиции и бяга при тракийския цар Ситалк
- Октамасад, 446 пр.н.е., брат на Скил
- Атей (358 – 339 пр.н.е.)
- Ариант
- Агар, съюзник на Сатир II от Боспорското царство, 4 век пр.н.е.
- Канита, 3 век пр.н.е.
- Сайтаферн от племето Сай, 3/2 век пр.н.е.
- Скилур, втората половина на 2 век пр.н.е., основава Неаполис (Крим)
- Палак, края на 2 век пр.н.е.
- Фарнак II, цар на Боспорското царство от 63 до 47 пр.н.е.
- Савмак, бивш роб на Перисад V, вожд на въстание (108/107 пр.н.е.) в Боспорското царство
- Аргунт, 244 г.